# エリザベス・A・リン
エリザベス・アンネ・リン（Elizabeth Anne Lynn、1946年 - ）は、アメリカ合衆国のファンタジー作家でSF作家である。

## 著作リスト
- 『遥かなる光』 A Different Light (1978)
- The Sardonyx Net (1981、未訳)
- The Red Hawk (1983、未訳)
- The Silver Horse (1984、未訳)
- Dragon's Winter (1998、未訳)
- Dragon's Treasure (2003、未訳)
- West Wandering Wind (2004、未訳)

### アラン史略(Tornor)
- 『冬の狼』 Watchtower (1979)： 1980年、世界幻想文学大賞受賞
- 『アランの舞人』 The Dancers of Arun (1979)
- 『北の娘』 The Northern Girl (1980)
- The Chronicles of Tornor (1998)：オムニバス、未訳。